# Kaoru Kadohara
Kaoru Kadohara (門原 かおる?, Kadohara Kaoru; 25 maggio 1970) è un'ex calciatrice giapponese di ruolo centrocampista.

## Carriera

### Club
Kadohara è nata nel 1970. Ha giocato con la Matsushita Electric Panasonic Bambina, con cui ha vinto un campionato nel 1994. È stata selezionata nel miglior undici nel 1994.

### Nazionale
Nel dicembre 1993, Kadohara è convocata nella Nazionale maggiore in occasione della Coppa d'Asia di Malaysia 1993, dove ottenne il terzo posto. Giocherà la Coppa d'Asia anche nel 1995 (secondo posto). Prenderà parte ai XII Giochi asiatici dove il Giappone vincerà la medaglia d'argento. Kadohara ha disputato anche il Mondiale 1995e il torneo olimpico 1996. In tutto ha giocato 12 partite con la Nazionale nipponica riuscendo a segnare un solo gol.

## Statistiche

### Cronologia presenze e reti in nazionale
| Cronologia completa delle presenze e delle reti in nazionale ― Giappone | Cronologia completa delle presenze e delle reti in nazionale ― Giappone | Cronologia completa delle presenze e delle reti in nazionale ― Giappone | Cronologia completa delle presenze e delle reti in nazionale ― Giappone | Cronologia completa delle presenze e delle reti in nazionale ― Giappone | Cronologia completa delle presenze e delle reti in nazionale ― Giappone | Cronologia completa delle presenze e delle reti in nazionale ― Giappone | Cronologia completa delle presenze e delle reti in nazionale ― Giappone |
| Data                                                                    | Città                                                                   | In casa                                                                 | Risultato                                                               | Ospiti                                                                  | Competizione                                                            | Reti                                                                    | Note                                                                    |
| ----------------------------------------------------------------------- | ----------------------------------------------------------------------- | ----------------------------------------------------------------------- | ----------------------------------------------------------------------- | ----------------------------------------------------------------------- | ----------------------------------------------------------------------- | ----------------------------------------------------------------------- | ----------------------------------------------------------------------- |
| 4-12-1993                                                               | Kuching                                                                 | Giappone                                                                | 6 – 1                                                                   | Taipei cinese                                                           | Coppa d'Asia 1993                                                       | -                                                                       |                                                                         |
| 8-12-1993                                                               | Kuching                                                                 | Giappone                                                                | 4 – 0                                                                   | Hong Kong                                                               | Coppa d'Asia 1993                                                       | 1                                                                       |                                                                         |
| 10-12-1993                                                              | Kuching                                                                 | Giappone                                                                | 1 – 3                                                                   | Cina                                                                    | Coppa d'Asia 1993                                                       | -                                                                       |                                                                         |
| 12-12-1993                                                              | Kuching                                                                 | Giappone                                                                | 3 – 0                                                                   | Taipei cinese                                                           | Coppa d'Asia 1993                                                       | -                                                                       |                                                                         |
| 21-8-1994                                                               | Slovacchia                                                              | Giappone                                                                | 1 – 0                                                                   | Austria                                                                 | Slovakia International Tournament                                       | -                                                                       |                                                                         |
| 10-10-1994                                                              | Fukuyama                                                                | Giappone                                                                | 1 – 1                                                                   | Cina                                                                    | Giochi asiatici                                                         | -                                                                       |                                                                         |
| 22-9-1995                                                               | Kota Kinabalu                                                           | Giappone                                                                | 1 – 0                                                                   | Corea del Sud                                                           | Coppa d'Asia 1995                                                       | -                                                                       |                                                                         |
| 25-9-1995                                                               | Kota Kinabalu                                                           | Giappone                                                                | 6 – 0                                                                   | India                                                                   | Coppa d'Asia 1995                                                       | -                                                                       |                                                                         |
| 18-5-1996                                                               | Washington                                                              | Giappone                                                                | 0 – 0 dts (4 - 3 dtr)                                                   | Canada                                                                  | US Open Cup                                                             | -                                                                       |                                                                         |
| 29-5-1996                                                               | Fukuoka                                                                 | Giappone                                                                | 3 – 4                                                                   | Danimarca                                                               | Amichevole                                                              | -                                                                       |                                                                         |
| 10-7-1996                                                               | Fort Lauderdale                                                         | Giappone                                                                | 2 – 2                                                                   | Australia                                                               | Amichevole                                                              | -                                                                       |                                                                         |
| 25-7-1996                                                               | Washington                                                              | Giappone                                                                | 0 – 4                                                                   | Norvegia                                                                | Olimpiadi 1996                                                          | -                                                                       |                                                                         |
| Totale                                                                  |                                                                         | Presenze                                                                | 12                                                                      |                                                                         | Reti                                                                    | 1                                                                       |                                                                         |